# 三条塚古墳
三条塚古墳（さんじょうづかこふん）は、内裏塚古墳群に属する、千葉県富津市にある前方後円墳である。1973年7月6日に墳丘部分が富津市指定史跡に指定され、国の史跡への指定が答申されている（史跡「内裏塚古墳群」のうち、官報告示を経て正式指定となる）。

## 古墳の概要
三条塚古墳は千葉県富津市にある内裏塚古墳群の中で、内裏塚古墳に次ぐ二番目の墳丘の大きさを持つ前方後円墳である。墳丘からは埴輪が検出されておらず、6世紀末、前方後円墳最末期の古墳として築造されたとの説が有力である。
墳丘や周濠は、近世、三条塚古墳が飯野藩の飯野陣屋の敷地の一部として取り込まれ、利用されたことによって一部が変形しているが、明治維新後、飯野陣屋が廃絶した以降も跡地に人家が建てられることが少なかったため、比較的築造当時の原型を留めている。
1989年の発掘により、三条塚古墳は主体部が未盗掘であると考えられている。墳丘もかなり良く保存されており、前方後円墳末期の状況を知るのに貴重な古墳である。

## 古墳の形態

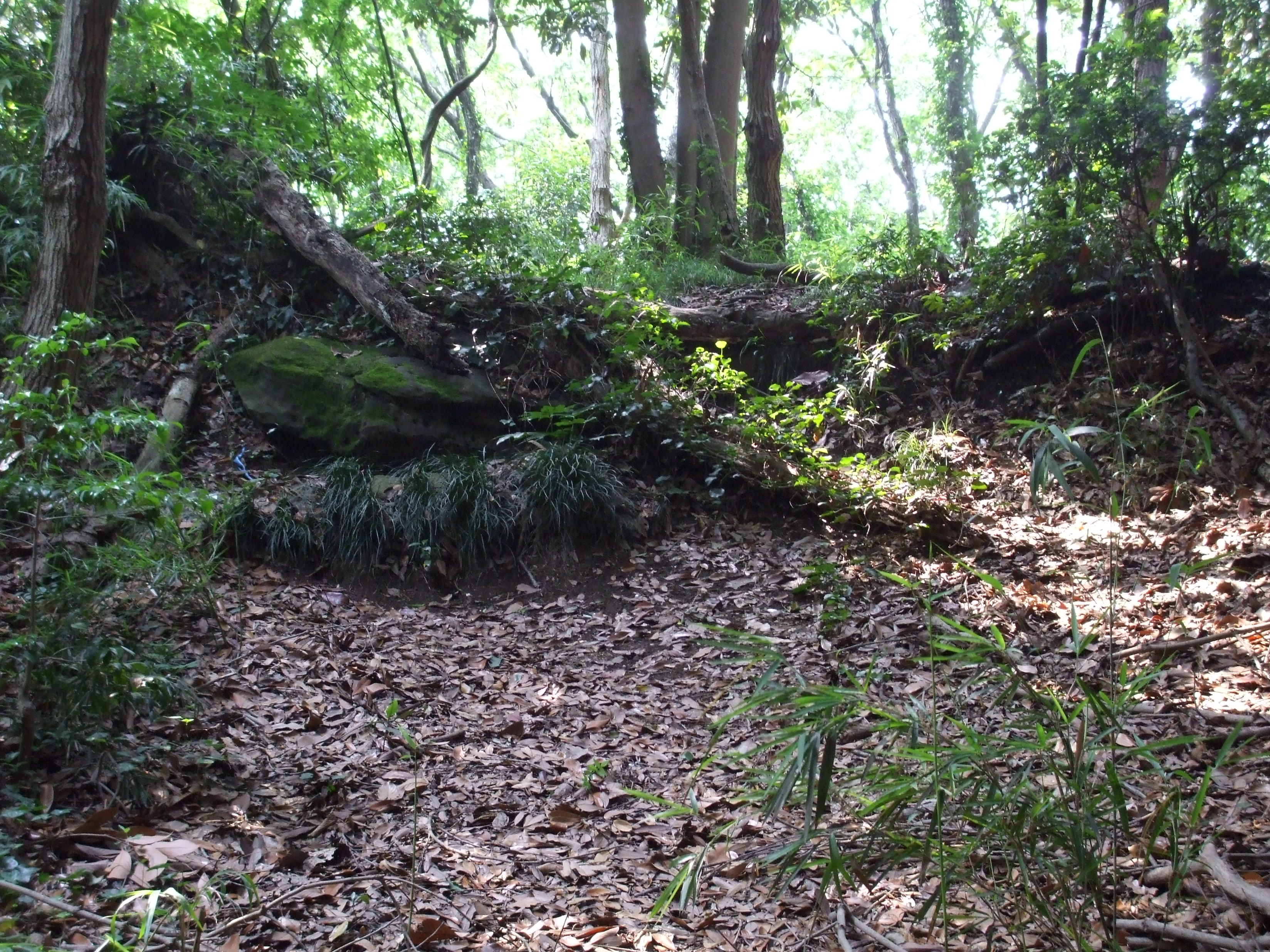
三条塚古墳後円部墳丘。画面中央左側に露出している横穴式石室の天井石が見える

三条塚古墳は近世に飯野陣屋の敷地内にあったために遺存状態が悪いと考えられていたが、墳丘の東半分は幕末の藩校建設のために大きく削られているものの、残りの半分以上の墳丘は築造当初の状況をとどめていることが判明した。
三条塚古墳の墳長は約122メートル、二重の周濠を持ち、周濠部を含めた全長は約193メートルになる。墳長からいえば三条塚古墳は、内裏塚古墳内で内裏塚古墳に次ぐ2番目の大きさを持つ。周濠部を含めた大きさでは稲荷山古墳が最大となる。墳丘の高さは前方部が約7.3メートル、後円部が約6メートルである。
三条塚古墳は前方部の隅がカットされた、独特な形をしていることが知られている。これは前方部の両隅ともカットされた形となっていることから、築造当初からカットされていたものと見られている。
前方部が特徴的な形をしている古墳としては、内裏塚古墳群の中で三条塚古墳の前に造られたとされる稲荷山古墳が、やはり前方部の両隅が丸くカットされていることが知られている。

## 飯野陣屋と三条塚古墳
三条塚古墳は飯野藩の藩庁が置かれた飯野陣屋の遺構内にある。三条塚古墳は東側周濠の一部が二の丸と三の丸との間の周濠となっている以外は、飯野陣屋の三の丸の一部となった。飯野陣屋内には三条塚古墳の他に方墳である稲荷塚古墳があり、また同じく方墳の亀塚古墳の一部も飯野陣屋の敷地内にかかっている。
三条塚古墳の墳丘の東側は、江戸時代の末期に藩校明進館が建てられた関係で大きく削られており、また墳丘そのものも飯野陣屋築造当初は陣屋の物見台として用いられた可能性が高い。埋められた西側の内側周濠一部には角場と呼ばれる弓の練習場が設けられた。
西側の外側周濠は飯野陣屋三の丸の堀の一部として利用され、飯野陣屋の三の丸西側にある土塁の一部は、三条塚古墳の内周濠と外周濠との間の周堤を利用したものと考えられている。
以上のことから古代の前方後円墳である三条塚古墳を利用しながら、近世の城郭遺構である飯野陣屋が造られていることがわかり、これは三条塚古墳と飯野陣屋の特徴と言える。

## 横穴式石室と出土品

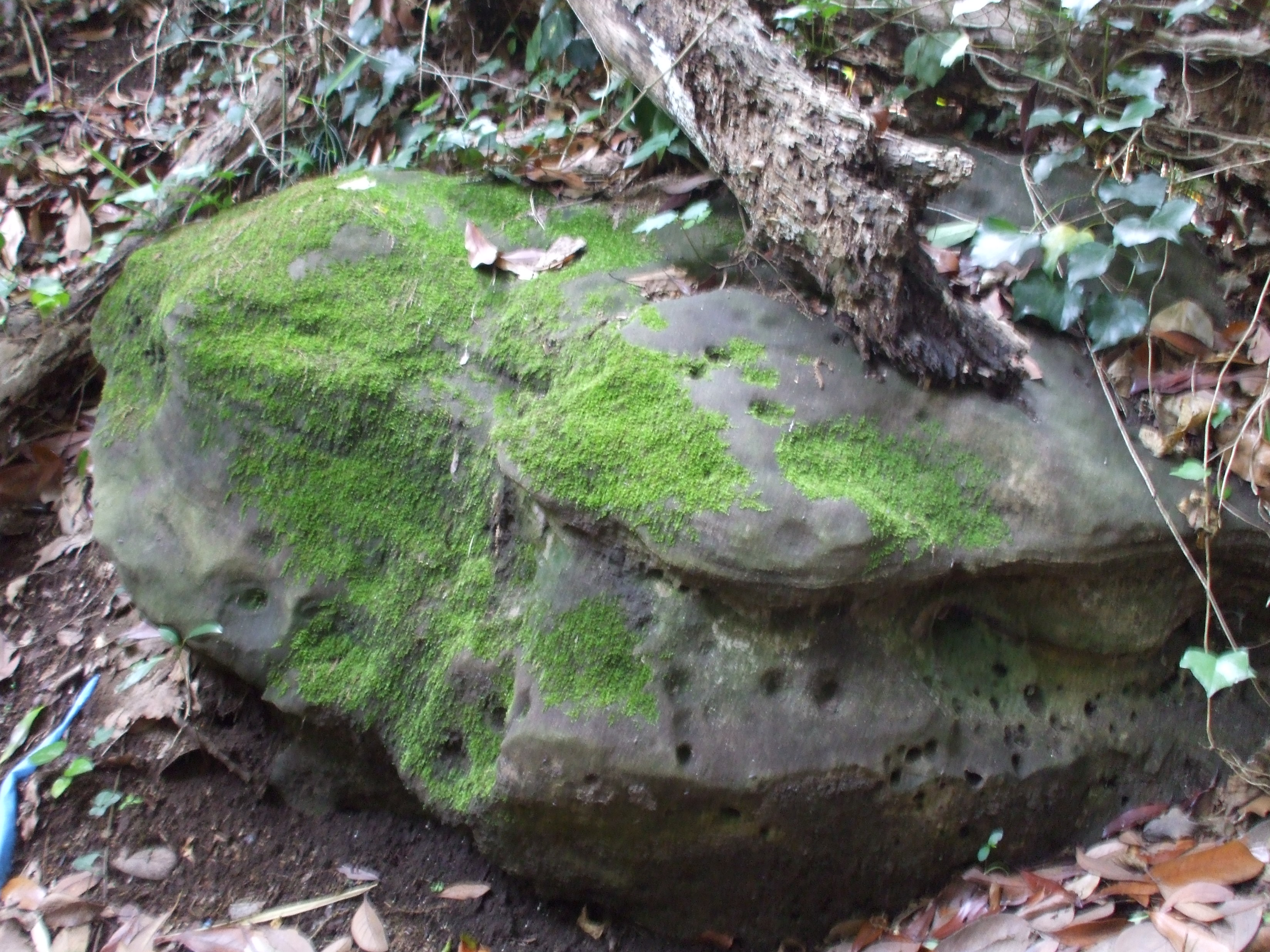
三条塚古墳の後円部に露出している横穴式石室の天井石

1989年の発掘の結果、横穴式石室はこれまで盗掘に遭ったことがなく、未盗掘であることが判明した。この時の発掘では前方部墳丘の中段に露出している石室の天井石の手前部分、約3.5メートルのみを発掘し、その奥の部分は天井石の範囲を確認し、発掘は行われなかった。天井石が残存している部分の石室長は5メートル以上であり、三条塚古墳の石室は少なくとも8.5メートル以上の長さがあることが判明した。石室の幅は約1.5メートル以上。高さは約2メートルであった。
また、石室からは近隣の海岸に生息する貝類の貝殻が検出されており、これは内裏塚古墳群の多くの古墳に見られるように、横穴式石室の床面に貝殻が敷かれていたことを示すと見られる。
石室には、富津市内の海岸で採集される砂岩が用いられていた。同じ砂岩は金鈴塚古墳など祇園・長須賀古墳群でも用いられ、更には埼玉古墳群の将軍山古墳でも用いられていることが知られており、小糸川流域を根拠地とする三条塚古墳など、内裏塚古墳群の造った首長の元から、古墳石室の石材として各地に広められたと考えられている。
発掘が行われた部分からは、小型鏡、直刀、鉄鏃、金銅製耳輪、馬具、ガラス玉、須恵器などが出土した。また成人男性1体、小児1体、幼児1体の計3体の人骨が発見された。
三条塚古墳は未盗掘であり、築造年代が近いと見られている金鈴塚古墳の例を考えると、現在まで発掘が行われていない石室奥部には、貴重な副葬品が眠っている可能性が指摘されている。

## 発掘調査の経緯
1984年、千葉県教育委員会の手によって測量調査が行われた。続いて1987年には飯野陣屋の調査に伴い、周濠の一部について調査が実施された。
1989年11月から12月にかけて、石室の一部について発掘が行われるとともに周濠の確認調査が行われた。
その後、1997年と1999年に住宅建設に伴い周濠の一部の発掘調査が行われた。

## 三条塚古墳の特徴
三条塚古墳からは埴輪が検出されておらず、6世紀末、前方後円墳最終段階に築造されたとする説が強い。ただし1989年に出土した須恵器の形態は、金鈴塚古墳から出土したものよりも古いタイプのもので、横穴式石室も一部に切石が用いられている金鈴塚古墳と異なり、自然石を用いて造られている。また墳丘の形態は埴輪が検出されている稲荷山古墳の方が新しいとの見方もあり、前方後円墳築造の最終段階の古墳である可能性は高いが、疑問も残っている。
しかし一般的には埴輪が検出されていないことから、現在のところ内容が不明確である青木亀塚古墳を除き、三条塚古墳は内裏塚古墳群内に5つある、墳丘長100メートルを越える大型古墳の中では6世紀末、最後に築造された古墳とされている。前方後円墳の築造最終段階の古墳としては、墳丘長約100メートルとされる金鈴塚古墳や、約112メートルの埼玉県にある小見真観寺古墳などの規模を上回る当時の東日本最大級の古墳であり、大王陵との説もある見瀬丸山古墳、梅山古墳に次ぐ規模の古墳であることが注目される。
金鈴塚古墳が所属する祇園・長須賀古墳群や埼玉古墳群などと同じく、内裏塚古墳群は100メートルを越える地域を代表する首長を葬った古墳があり、そしてそれに次ぐ墳丘長70メートル前後の古墳に葬られた首長がいて、そしてその下に位置する首長たちは円墳に葬られているという階層構造が見られる古墳群である。三条塚古墳の場合、北側に同時期に造られたと考えられる前方後円墳である蕨塚古墳があり、三条塚古墳と同じ方向を向いて築造されている。内裏塚古墳群にある後期の大型古墳である九条塚古墳、稲荷山古墳にも近くに同様の前方後円墳があって、大型古墳に従属する古墳と見られている。
三条塚古墳の被葬者は小糸川流域というその位置から、須恵国造との関係性が指摘されている。須恵国造とも考えられる三条塚古墳の被葬者は地域の中小の首長を従え、隣の馬来田国造とも考えられる祇園・長須賀古墳群を造った首長や、埼玉古墳群を造った首長など関東各地の首長との連携を進め、三条塚古墳の大きさからもヤマト王権内での力も強めていたことが想定される。